# IX. Erik svéd király

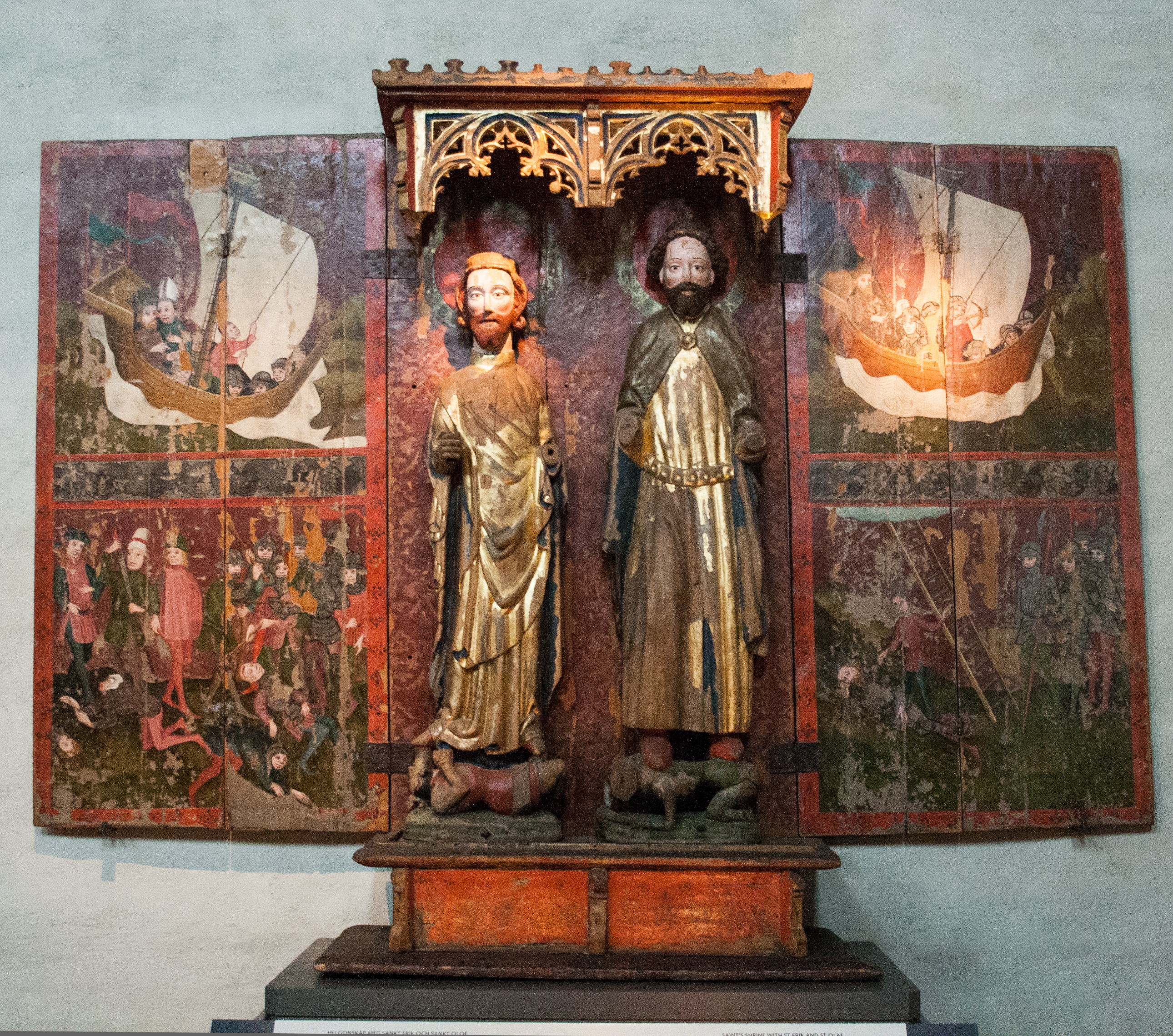
Szent Erik és Szent Olaf egyházi szobra a stockholmi Historiska museetből

IX. Erik Jedvardsson vagy Szent Erik (1120 k. – 1160. május 18.), Svédország királya 1156-tól és egyben védőszentje (ünnepnapja július 10.), mint törvényhozó és térítő ismert.

## Élete
Erik életét illetően – a 13. század második felében keletkezett életrajzát nem tekintve – a források roppant szűkszavúak. Származását homály fedi, valószínűleg parasztcsalád sarjaként született. Még 1142-ben hadjáratot vezetett Oroszországba. Svédország északi részén 1150-ben választották meg I. Sverker ellenkirályává. Uralma legnagyobb eseményének az 1154–1155-ben Finnországba vezetett keresztes hadjárata számít. Hű barátjával és munkatársával, Henrik uppsalai püspökkel és egy csapattal partra szállt ebben a kereszténységtől még alig-alig érintett országban, hogy a régi svéd befolyást erősítse és a keresztény missziót előmozdítsa. A finnek védekeztek, de csatát vesztettek. A legenda szerint Erik könnyezett az elesett finnek láttán, amiért megkereszteletlenül kellett meghalniuk. Amikor Erik visszatért Svédországba, Henriket Turkuban (Åbo) hagyta Finnország első püspökeként.
Svédország másik királyának, I. Sverkernek meggyilkolása után választották meg az egész ország királyává, így egyesíthette az országot. Az ún. Erik-legenda szerint az egyházhoz hű király volt, aki az igazságosság és a közjó szem előtt tartásával uralkodott. Különösen nagy gondja volt arra, hogy templomokat építsen és hogy Uppsalában a káptalan megalapítsa (nem sokkal később (1164) ez lett Svédország főkáptalanja). Magánéletét szigorú aszkézis jellemezte.  Sok új törvényt hozott a régi, pogány szellemű törvények helyett. Emlékére a svéd törvénykönyvet «Szent Erik törvényének» nevezték el.
Erik erőszakos halált halt. Legendája szerint ellenfelei a dán trónkövetelő, Magnus Henriksson vezetésével éppen akkor támadták meg, amikor 1160-ban Krisztus mennybemenetele ünnepén misét hallgatott. Erik a mise után meg akart küzdeni a támadókkal, de túl kevés harcos volt vele. Támadói leterítették és egyetlen csapással átvágták a nyakát. Csontjai fennmaradtak, és egy nyakcsigolyája tanúsítja ezt a halálnemet.

## Tisztelete
Erik szent hírének első bizonysága az uppsalai püspökség 1198. évi naptára, amelyben május 18-án szerepel Hericus Rex ünnepe. A vejéről, Sverre norvég királyról szóló monda 1220 körül megemlékezik Erik Uppsalában őrzött ereklyéjéről; 1256-ban pápai bulla engedélyezte az ünnepnapját.
A kései középkorból rendkívül szép liturgikus szövegek örökítik meg Eriknek Svédország nemzeti szentjeként való tiszteletét; sok zarándoklatról szóló híradás is őrzi népszerűsége emlékét. A kis aranyozott ezüst szarkofágot, amelyben ereklyéit őrzik, 1574-ben III. János király készíttette, és ma is meg lehet tekinteni az uppsalai dómban.

## Gyermekei
Erik Dánia Krisztinával (1125 – 1170), I. Erik dán király dédunokájával házasodott össze, négy gyermekük született:
- Knut[11] (1143 – 1196. április 8.)
- Fülöp[11]
- Katalin[11]
- Margit[11] (1155 – 1209)

## Külső hivatkozások
- Bengans historiasidor (svéd nyelven). Wadbring.com